# Da Derrty Versions: The Reinvention
Da Derrty Versions: The Reinvention es un álbum remix de todos los éxitos de Nelly, lanzado en 2003. Contiene una nueva canción, "Iz U".

## Lista de canciones
1. "Intro"
2. "Country Grammar" - (Jason "Jay E" Epperson Remix, con E-40)
3. "Iz U"
4. "E.I." - (David Banner Remix)
5. "Ride Wit Me" - (Jason "Jay E" Epperson Remix, con City Spud)
6. "Batter Up" - (Jason "Jay E" Epperson Remix, con Murphy Lee/Ali/Chocolate Ty/King Jacob/The Professor/True)
7. "If"
8. "Hot In Herre" - (Neptunes Remix)
9. "Dilemma" - (Jermaine Dupri Remix, con Kelly Rowland)
10. "King's Highway"
11. "Groovin' Tonight" - (con Brian McKnight/Ali/City Spud)
12. "Air Force Ones" - (David Banner Remix, con David Banner/Eightball)
13. "Work It" - (Scott Storch Remix, con Justin Timberlake)
14. "#1" - (con Clipse/Postaboy)
15. "Pimp Juice" - (Jason "Jay E" Epperson Remix, con Ron Isley)
16. "E.I. [Tipdrill Remix]"

- Datos: Q2321850